# Small Planet Airlines
Small Planet Airlines – nieistniejąca litewska czarterowa linia lotnicza założona w 2007. Główna baza operacyjna znajdowała się w Wilnie, dodatkowe bazy operacyjne znajdowały się w Polsce, Niemczech oraz Kambodży. Jej spółką córką była polska linia lotnicza Small Planet Airlines. Zakończyła działalność 29 listopada 2018 roku.
W styczniu 2017 linia dysponowała flotą 9 samolotów Airbus 320. Oferowała loty do 120 miejsc w Europie, regionie MENA (Bliski Wschód i Afryka północna) i Azji. W 2012 Small Planet Airlines przetransportowała prawie 0,7 mln pasażerów.
Small Planet Airlines to de facto nazwa 3 oddzielnych podmiotów – dwóch linii lotniczych i grupy do której te linie należą. Grupa Small Planet Airlines (Small Planet Group) dysponowała dwoma liniami lotniczymi o tej samej nazwie litewską Small Planet Airlines (kod IATA S5) i polską Small Planet Airlines (kod IATA p7). Grupa Small Planet Airlines dysponowała łącznie 21 samolotami.
Postanowieniem z dnia 2 lipca 2020 r., w sprawie o sygn. akt XVIII GU 565/20, Sąd Rejonowy dla m.st. Warszawy w Warszawie, XVIII Wydział Gospodarczy dla spraw Upadłościowych i Restrukturyzacyjnych, ogłosił upadłość Small Planet Airlines Sp. z o.o.

## Właściciele
W kwietniu 2013 zespół obecnych kierowników Small Planet Airlines nabył 95,5% udziałów Small Planet Airlines UAB oraz Small Planet Airlines Sp. z o.o. od grupy świadczącej usługi w zakresie infrastruktury dla lotnictwa Avia Solutions Group. Zgodnie z nową strukturą akcjonariatu Small Planet Airlines, Vytautas Kaikaris, Small Planet Airlines CEO, jest właścicielem 70% udziałów w spółce, z kolei 30% udziałów należy do Andriusa Staniulisa, dyrektora ds. jakości oraz członka zarządu Small Planet Airlines Sp. z o.o.

## Kierunki działania
Small Planet Airlines współpracowała z touroperatorami w Europie i przewoział do Grecji, Hiszpanii, Turcji, Egiptu, Bułgarii oraz innych popularnych kierunków wypoczynkowych. Spółka wykonywała także loty specjalne na potrzeby wojska, przedstawicieli rządu, korporacji oraz osób prywatnych na zasadzie przelotów ad hoc.
Główne usługi Small Planet to:
- programy czarterowe dla organizatorów wycieczek z realizacją miejscową (AOC, załoga lokalna, dostosowane usługi pokładowe)
- aircraft wet lease – wynajmowanie samolotów wraz z załogą i usługami pokładowymi
- loty ad hoc – natychmiastowa wycena i szybkie podstawienie samolotu

## Historia
FlyLAL Charters została zarejestrowana 14 marca 2007. W październiku 2008 firma otrzymała certyfikat przewoźnika lotniczego (AOC) oraz koncesję, co umożliwiło obsługę lotów pasażerskich. W czerwcu 2009 firma flyLAL Charters zaczęła świadczyć usługi czarterowe brokerowi we Włoszech Aeroservizi, gdzie loty czarterowe były wykonywane przez Boeing 737-300 z załogami litewskimi. W 2009 spółka zależna flyLAL Charter Eesti została zarejestrowana w celu świadczenia czarterowych lotów z Estonii. W grudniu 2009 spółka flyLAL Charters PL została zarejestrowana w celu rozpoczęcia lotów z lotnisk w Polsce. W 2010 linia lotnicza Small Planet Airlines s.r.l. została zarejestrowana dla wykonywania lotów czarterowych we Włoszech. W 2010 firma
flyLAL Charters uzyskała uprawnienia do wykonywania regularnych lotów do Rodos, Heraklionu, Warny, Barcelony i Palma de Mallorca. W lipcu 2010 flyLAL Charters zmieniły nazwę na Small Planet Airlines.
28 listopada 2018 roku spółka poinformowała o cofnięciu licencji AOC przez Litewski Urząd Lotnictwa Cywilnego od północy, 29 listopada 2018 roku. 

## Statystyki
W 2009 Small Planet Airlines wykonywał loty do 75 miejsc, obsługując 400 000 pasażerów i osiągając przychód w wysokości 46 mln euro. W 2010 roku linia obsłużyła 400 000 pasażerów i osiągnęła ponad 46 mln euro zysku. W 2011 roku linia lotnicza obsłużyła 0,5 mln pasażerów i wypracowała dochód rzędu 57 mln euro.
W roku 2012 Small Planet Airlines przetransportowała prawie 0,7 mln pasażerów, którzy podróżowali do 120 miejsc. Przychody ze sprzedaży – ponad 90 mln euro.

## Kierunki lotów czarterowych
Główne kierunki podróży realizowane we współpracy z touroperatorami (firma realizuje także indywidualne loty czarterowe).

### Połączenia
Bułgaria
- Burgas – Port lotniczy Burgas
- Warna – Port lotniczy Warna

 Chorwacja
- Rijeka – Port lotniczy Rijeka

 Czechy
- Praga – Port lotniczy Praga im. Václava Havla

 Egipt
- Hurghada – Port lotniczy Hurghada
- Marsa Alam – Port lotniczy Marsa Alam
- Szarm el-Szejk – Port lotniczy Szarm el-Szejk

 Francja
- Paryż – Port lotniczy Paryż-Roissy-Charles de Gaulle

 Grecja
- Heraklion – Port lotniczy Heraklion
- Chania – Port lotniczy Chania
- Kos – Port lotniczy Kos

 Hiszpania
- Barcelona – Port lotniczy Barcelona
- Malaga – Port lotniczy Malaga
- Palma de Mallorca – Port lotniczy Palma de Mallorca
- Teneryfa – Port lotniczy Tenerife Sur

 Irlandia
- Dublin – Port lotniczy Dublin

 Niemcy
- Frankfurt nad Menem – Port lotniczy Frankfurt

 Portugalia
- Faro – Port lotniczy Faro

 Rosja
- Moskwa – Port lotniczy Moskwa-Szeremietiewo

 Szwecja
- Sztokholm – Port lotniczy Sztokholm-Arlanda

 Turcja
- Antalya – Port lotniczy Antalya
- Bodrum – Port lotniczy Bodrum-Milas
- Dalaman – Port lotniczy Dalaman

 Węgry
- Budapeszt – Port lotniczy Budapeszt im. Ferenca Liszta

 Wielka Brytania
- Londyn – Port lotniczy Londyn-Heathrow

 Włochy
- Bergamo – Port lotniczy Bergamo-Orio al serio
- Katania – Port lotniczy Katania-Fontanarossa

## Flota
Small Planet Airlines Lithuania (S5) stan na marzec 2017
| Typ         | Liczba | Liczba pasażerów max. | Uwagi |
| ----------- | ------ | --------------------- | ----- |
| Airbus A320 | 9      | 180                   |       |
| Razem       | 9      | -                     | -     |